# Tribunal administratif de La Réunion
Le tribunal administratif de La Réunion (anciennement "tribunal administratif de Saint-Denis") est le tribunal administratif compétent sur l'île de La Réunion et dans les Terres australes et antarctiques françaises. Son siège est situé à Saint-Denis, le chef-lieu du département d'outre-mer. Depuis 2003, ses locaux sont installés dans la maison Rieul, une case créole située au 27, rue Félix-Guyon, au centre-ville.
Le tribunal administratif de La Réunion est distinct du tribunal administratif de Mayotte, bien que les juridictions partagent le même président et certains de leurs membres. 

## Présidents
|                                  | Période            | Période          |
| Identité                         | Début              | Fin              |
| -------------------------------- | ------------------ | ---------------- |
| Henri Louis-Sidney               | 2 octobre 1991     | 31 août 1996     |
| Francis Carbonnel                | 1er septembre 1996 | 31 août 2008     |
| Jean Brenier                     | 1er septembre 2008 | 31 août 2012     |
| Christian Lambert                | 1er septembre 2012 | 6 mars 2015      |
| Marc-Antoine Aebischer (intérim) | 7 mars 2015        | 6 avril 2015     |
| Bernard Chemin                   | 7 avril 2015       | 10 mai 2018      |
| Daniel Josserand-Jaillet         | 11 mai 2018        | 23 mai 2019      |
| Éric Couturier (intérim)         | 24 mai 2019        | 30 juin 2019     |
| Gil Cornevaux                    | 1er juillet 2019   | 31 décembre 2023 |
| Thierry Sorin                    | 15 janvier 2024    | En cours         |